# Grand Trunk Corporation
La Grand Trunk Corporation (sigle de l'AAR: GTC) est une compagnie holding, filiale du Canadien National (CN), qui détient toutes les possessions américaines du CN. L'Association of American Railroads considère qu'il fait partie des compagnies de classe I depuis l'année fiscale 2002.

## Histoire
Cette holding fut créée dans le Delaware le 21 septembre 1970 sous le nom de Grand Trunk Industries, Inc., et fut rebaptisée Grand Trunk Corporation le 18 novembre 1970, pour rappeler l'ancien Grand Trunk Railway qui avait été racheté par le CN au début des années 1920.
La holding Grand Trunk Corporation, créée pour réunir tous les avoirs du CN aux États-Unis, prit le contrôle du Grand Trunk Western Railroad, du Duluth, Winnipeg and Pacific Railway, du Central Vermont Railway (revendu en 1995), et du St Clair Tunnel Company en décembre 1971.
Il a fait depuis l'acquisition d'autres chemins de fer aux États-Unis, principalement en gagnant le contrôle de leurs compagnies holding : Illinois Central Railroad (IC) en 1999, Wisconsin Central Transportation Corporation (WC) en 2001, Great Lakes Transportation (GLT) en 2004, regroupant quant à lui, le Bessemer and Lake Erie Railroad (B & LE), et le Duluth, Missabe and Iron Range Railway (DM&IR). Depuis 2008, il possède l'Elgin, Joliet and Eastern Railway.
L'Association of American Railroads considère le Grand Trunk Corporation comme une  seule et unique compagnie de chemin de fer de classe I depuis 2002.

## Livrées et logos
Le Grand Trunk Western partagea toujours l'équipement, la livrée et le logo choisis par sa société mère le Canadien National. Il suivit le style du CN mais avec son propre nom, pour le logo au bouclier incliné puis celui à la feuille d'érable. En 1960, le GTW eut ses initiales inscrites dans un style arrondi. Cependant en 1971, avec la formation du Grand Trunk Corporation, le GTW brisa la tradition et reçut ses nouvelles locomotives avec la livrée bleu clair pour le corps de la machine, rouge /orange pour les extrémités et grise pour le châssis. Il adopta en même temps son nouveau slogan : « The Good Track Road » (« La bonne voie »).
En 1995, le Canadien National commença son programme d'identification visuelle pour consolider tous ses chemins de fer aux États-Unis sous sa marque CN North America/CN Amérique du Nord. Le Grand Trunk Western, l'Illinois Central Railroad (acquis en 1999), et le Wisconsin Central Ltd. (acquis en 2001), allaient recevoir la livrée du CN noire, grise et rouge orangé, avec le logo au style arrondi du CN, tout en conservant leurs lettrages GTW, IC ou WC sur chaque locomotive.

## Les anciennes compagnies constituant le GTC ou le CN
- Algoma Central Railway: racheté par le WC en 2001
- Bessemer and Lake Erie Railroad B & LE: racheté par le GLT en 2004
- Cedar River Railroad: racheté par l'IC en 1999
- Central Vermont Railway: racheté par le CN en décembre 1971[1], puis revendu à RailTex en février 1995[2]
- Chicago Central and Pacific Railroad: racheté par l'IC en 1999
- Detroit, Toledo and Ironton Railroad: racheté par le GTW en juin 1980[1], et fusionné dans GTW en décembre 1983[1]
- Detroit and Toledo Shore Line Railroad: racheté par le GTW (qui le contrôlait à 50 % depuis 1902) en avril 1981[1], et fusionné dans GTW en octobre 1981[1]
- Duluth, Missabe and Iron Range Railway: racheté par le GLT en 2004
- Duluth, Winnipeg and Pacific Railway: racheté par le CN en décembre 1971[1]
- EJ&E West Company: racheté par le CN le 1er février 2009
- Fox Valley and Western Ltd.: racheté par le WC en 2001, et fusionné dans WC Ltd en décembre 2002[3]
- Grand Trunk Western Railroad: racheté par le CN en décembre 1971[1]
- Great Lakes Fleet, Inc.: racheté par le GLT en 2004
- Illinois Central Railroad: racheté par le CN en 1998
- Pittsburgh & Conneaut Dock Company: racheté par le GLT en 2004
- St. Clair Tunnel Company: racheté par le CN en décembre 1971, et fusionné dans GTW en septembre 2008[4],[5]
- Sault Ste. Marie Bridge Company: racheté par le WC en 2001
- Waterloo Railway: racheté par l'IC en 1999
- Wisconsin Central Ltd.: racheté par le WC en 2001
- Wisconsin Chicago Link Ltd.: racheté par le WC en 2001